# Charles Scarborough
Pour les articles homonymes, voir Scarborough.
Charles Scarborough ou Scarburgh, né le 29 décembre 1615 dans la cité de Westminster et mort le 26 février 1694 à Londres, est un médecin et mathématicien anglais, également député au Parlement d'Angleterre durant deux ans.

## Biographie
Scarborough naît en 1615 à St. Martin's-in-the-Fields dans la cité de Westminster. Il est le fils d'Edmund Scarburgh et de son épouse Hannah, et le frère du colonel Edmund Scarborough (en).
Scarborough étudie à la St Paul's School de Londres puis à Gonville and Caius College de Cambridge, où il obtient un baccalauréat en arts en 1637 et un Master of Arts 1640. Il intègre ensuite Merton College à Oxford et y obtient un doctorat en médecine en 1646. À Oxford, il devient un ami proche de son professeur William Harvey. Il est également le tuteur de son propre assistant Christopher Wren. Le 6 octobre 1649, il est élu conférencier de la Compagnie des barbiers chirurgiens, l'ancêtre du Collège royal de chirurgie.
Après la Restauration de 1660, Scarborough est nommé médecin du roi Charles II, qui le fait chevalier en 1669. Il accompagne le roi sur son lit de mort, avant de devenir le médecin de Jacques II, de Guillaume et Marie et du prince Georges de Danemark. Sous le règne de Jacques II, Scarborough est député de Camelford (Cornouailles) au Parlement d'Angleterre de 1685 à 1687.
Scarborough est un des premiers membres de la Royal Society et est élu Compagnon du Collège royal de médecine. Il est l'auteur d'un traité et manuel d'anatomie, le Syllabus Musculorum, et publie en 1705 une traduction commentée des six premiers livres des Éléments d'Euclide. Il est par ailleurs un ami du poète Abraham Cowley, qui écrit à son propos un poème intitulé An Ode to Dr Scarborough.
Scarborough meurt à Londres en 1694. Il est inhumé à Cranford dans le Middlesex. Son épouse fait alors installer un monument en sa mémoire dans l'église de Cranford. 